# 西夜
西夜，西域古国，位于今新疆维吾尔自治区叶城县附近。一名漂沙，治呼犍谷，离长安10250里，洛阳14400里。
西汉三百五十户，四千口，胜兵千人。东汉万余口，胜兵三千人。东北到都护治所乌垒五千四十六里，东与皮山、西南与乌秅、北与莎车、西与蒲犁相接。蒲犁及依耐、无雷国和西夜同族。西夜与胡人不同，其民族与羌氐行国相似，随畜逐水草往来。而子合土地出玉石。国人煎以为药，傅箭镞，所中即死。《汉书》中将西夜、子合误作一国，东汉时各自有王。东汉末年之後属疏勒。

## 外部連結
[在维基数据编辑]
 《欽定古今圖書集成·方輿彙編·邊裔典·西夜部》，出自陈梦雷《古今圖書集成》